# Levente Révész
Levente Révész (Budapest, 22. marts 2005) er en ungarsk racerkører, der i øjeblikket kører for Van Amersfoort Racing i Formel Regional European Championship i 2022.

## Karriere

### Nederste formler
Révész begyndte sin karriere inden for karting og konkurrerede i FIAs europa- og verdensmesterskaber sammen med Lorenzo Patrese, Sami Meguetounif, Victor Bernier og Marcus Amand. For at forberede sig fuldt ud til 2022 FRECA-serien sammen med Joshua Dufek og Kas Haverkort, vil ungareren deltage i det FIA-certificerede F3 Asian Championship sammen med David Morales, som løber fra januar til februar næste år, skiftevis mellem Dubai Autodrome og Abu Dhabis Yas Marina-bane.

## Eksterne links
- Officiel hjemmeside Arkiveret 27. september 2022 hos  Wayback Machine (på ungarsk)
- Levente Révész karriereoversigt på DriverDB.com (på engelsk)